# Last Time Around
Albums de Buffalo Springfield
Buffalo Springfield Again
(1967)
Last Time Around est le troisième et dernier album studio du groupe folk rock américain Buffalo Springfield.

## Histoire
Last Time Around a été publié pour remplir des engagements contractuels. Au moment où il a été achevé, le groupe était séparé. La photo de couverture est un montage, et les cinq membres originaux n'ont enregistré ensemble qu'une seule chanson, On the Way Home.
Jim Messina a joué la basse sur plusieurs morceaux et a agi en tant que producteur sur l'album et ingénieur au mixage, avec la contribution de Richie Furay. Messina et Furay ont compilé les titres de l'album pour remplir la dernière obligation contractuelle du groupe envers son label. Plusieurs musiciens invités jouent sur l'album, notamment le guitariste de pedal steel Rusty Young. Le bassiste Jim Fielder, connu pour sa participation au groupe Blood, Sweat and Tears, a joué sur un morceau. Le batteur Buddy Miles a aussi joué sur une chanson.
Au moment de la sortie de cet album, les membres étaient déjà impliqués avec de nouveaux projets : Richie Furay, Jim Messina et Rusty Young étaient occupés à former le groupe country-rock Poco, Stephen Stills formait Crosby, Stills & Nash, alors que Neil Young jouait avec un groupe connu sous le nom de The Rockets qui deviendra finalement Crazy Horse. Dewey Martin a tenté de faire revivre le nom de Buffalo Springfield avec de nouveaux musiciens, mais il en a été empêché par Stills et Young sous la menace de poursuites judiciaires. Bruce Palmer a brièvement rejoint Crosby, Stills & Nash, mais des problèmes juridiques l'ont empêché de produire quelque production musicale que ce soit durant la décennie 1960.
Le bassiste original Bruce Palmer n'apparaît que sur On the Way Home. Son visage est montré sur le montage photo de la pochette recto avec un signe humoristique, partiellement obscurci, "fou" aligné, car Palmer ressemble à Alfred E. Neuman sur la photo.
Les paroles de The Hour of Not Quite Rain sont le résultat d'un concours en août 1967 organisé par la station de radio de Los Angeles KHJ. Les participants écriraient un poème qui serait mis en musique et enregistré par Buffalo Springfield. Le prix était de 1 000 $ plus les redevances d'édition. Le texte gagnant a été écrit par Micki Callen.
L'album contient des chansons qui étaient très importantes pour les auteurs. Neil Young a interprété à la fois I Am a Child et On the Way Home en concert tout au long de sa carrière, autant en solo qu'avec CSN&Y, le Transband et les Bluenotes. Kind Woman est devenue l'une des chansons les plus connues de Richie Furay ; il l'a interprétée avec Poco et tout au long de sa carrière solo. Stephen Stills a fusionné Questions avec une nouvelle chanson, Carry On, qui est devenue le morceau qui ouvre l'album Déjà Vu et était une partie importante du répertoire des concerts de Crosby, Stills, Nash & Young.

## Titres
| 1. | On the Way Home      | Neil Young               | 15 novembre-13 décembre 1967, Sunset Sound, Los Angeles. Chant : Richie Furay, Neil Young ; basse : Bruce Palmer ; piano : Neil Young.     | 2:25 |
| 2. | It's So Hard to Wait | Richie Furay, Neil Young | 9 mars 1968, Sunset Sound, Los Angeles. Chant : Richie Furay.                                                                              | 2:03 |
| 3. | Pretty Girl Why      | Stephen Stills           | 26 février, et mai 1967, Sound Recorders, Hollywood and Atlantic Studios, New York. Chant : Stephen Stills ; basse : Jim Fielder.          | 2:24 |
| 4. | Four Days Gone       | Stephen Stills           | Fin 1967-début 1968. Chant et piano : Stephen Stills.                                                                                      | 2:53 |
| 5. | Carefree Country Day | Jim Messina              | Fin 1967-début 1968. Chant : Jim Messina.                                                                                                  | 2:35 |
| 6. | Special Care         | Stephen Stills           | du 3 au 20 janvier 1968. Sunset Sound, Hollywood. Chant, pianos, orgue Hammond, guitares, basse : Stephen Stills ; batterie : Buddy Miles. | 3:30 |

| 7.  | The Hour of Not Quite Rain | Micki Callen, Richie Furay | Fin 1967-février 1968. Chant : Richie Furay. | 3:45 |
| 8.  | Questions                  | Stephen Stills             | 16 février 1968, Sunset Sound, Los Angeles. Chant, guitares, basse, clavinet Hohner : Stephen Stills ; batterie : Jimmy Karstein.                                     | 2:52 |
| 9.  | I Am a Child               | Neil Young                 | 5 février 1968, Sunset Sound, Los Angeles. Chant : Neil Young ; basse : Gary Marker.                                                                                  | 2:15 |
| 10. | Merry-Go-Round             | Richie Furay               | 16 février, et mars 1968, Sunset Sound, Los Angeles. Chant : Richie Furay ; basse, batterie : Jimmy Karstein. Clavecin, calliopé, cloches : Jeremy Stuart.            | 2:02 |
| 11. | Uno Mundo                  | Stephen Stills             | Février–mars 1968, Sunset Sound, Los Angeles. Chant : Stephen Stills.                                                                                                 | 2:00 |
| 12. | Kind Woman                 | Richie Furay               | Février – 4 mars 1968, Atlantic Studios, New York City et Sunset Sound, Los Angeles. Chant : Richie Furay ; pedal steel guitar : Rusty Young ; basse : Richard Davis. | 4:10 |

## Musiciens
Buffalo Springfield
- Stephen Stills - guitare (1-4,6,8,10,11), basse (6, 8), piano (4,6,8), orgue Hammond B3 (6,8,11), clavinet (8), vibraphone (1), percussions (11), claquements de mains (11), chœurs (1,5,8,10), chant (3,4,6,8,11)
- Richie Furay - guitare (1-3,8,10-12), Chant (1-3,5,7,10,12 )
- Neil Young - guitare (3,9,10), harmonica (9), piano (1), chœurs (1), chant (9)
- Bruce Palmer - basse (1)
- Jim Messina - basse sur (2, 4-8, 10,11), chant (5,12)
- Dewey Martin - batterie (1-3,9,11)

Musiciens additionnels
- Rusty Young - guitare pedal steel (12)
- Jim Fielder - basse (3)
- Gary Marker : basse (9)
- Richard Davis - contrebasse (12)
- Jeremy Stuart - clavecin, cloches (10)
- Buddy Miles - batterie (6)
- Jimmy Karstein - batterie (8,10)